# Samregentskap

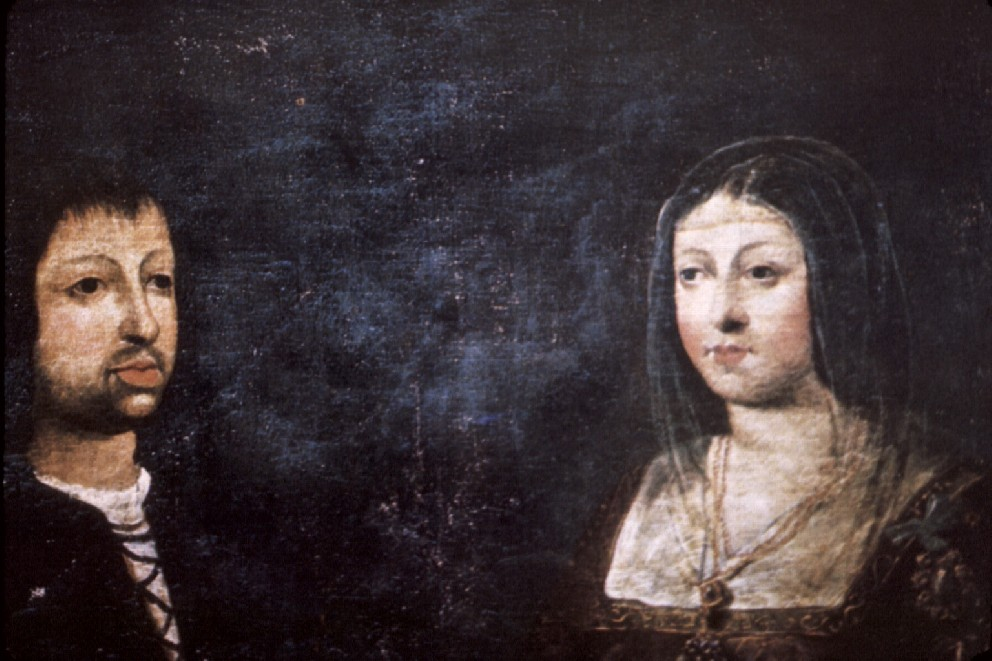
Reyes Católicos.

Samregentskap avser ett styrelseskick där makten delas utövas av två eller flera regenter samtidigt, som då kallas samregenter (samregent eller medregent). En titel och maktposition som kejsare, kung, furste eller liknande, som normalt endast innehas av en person, hålls då formellt av flera personer. Detta skiljer sig från styrelseformer där makten och titeln delas på flera personer som ett normaltillstånd, så som en Diarki och triumvirat som Sparta, den romerska republiken eller Andorra, där makten enligt regeln alltid delas på två. 
Det finns teorier om att farao i det forntida Egypten utsåg sin tronföljare till sin samregent redan i sin livstid för att underlätta maktöverföringen vid sin död.
I Europa har den vanligaste samregeringen varit i form av jure uxoris, då en man blev sin hustrus samregent. Det kanske mest berömda exemplet på en sådan samregering är Isabella I av Kastilien och Ferdinand II av Aragonien (Reyes Católicos). Men den har också förekommit i andra former. Ett exempel är drottning Margareta, som 1388-1412 samregerade med sin tronföljare Erik av Pommern. 